# Tête d'une vieille femme
Tête d'une vieille femme (ou Tête de femme, ou Fragment d'une tête de femme) est un petit fragment (13 x 5 cm) de tableau, peint à l'huile sur panneau, attribué à Jérôme Bosch et conservé au musée Boijmans Van Beuningen à Rotterdam.

## Historique et attribution
Appartenant à la collection Rogers à Venise, où il a été remarqué en 1933 par l'historien de l'art Max Jakob Friedländer, le fragment est vendu en 1933 pour 7 000 florins par le marchand d'art amstellodamois Jacques Goudstikker à l'homme d'affaires et collectionneur d'art néerlandais Daniël George van Beuningen (1877-1955). Il fait donc partie des nombreuses œuvres d'art entrées au musée de Rotterdam en 1958 grâce au legs de ce collectionneur.
Autrefois attribuée à Pieter Brueghel l'Ancien, la Tête de femme est mentionnée dans la base de données du musée comme une œuvre attribuée à Jérôme Bosch et réalisée vers 1500. C'est également ainsi qu'elle a été présentée en 2017 dans le cadre de l'exposition Babel du Musée d'Art métropolitain de Tokyo.
Une datation un peu plus précoce (vers 1490-1500) a été proposée de manière hypothétique par Mia Cinotti. Réalisé en 1990, l'examen du dessin sous-jacent par réflectographie infrarouge n'a pas été concluant. Lors des expositions de 1994 et 2001 à Rotterdam, l'attribution à Bosch était présentée, sans certitude, comme « possible ». Quinze ans plus tard, en 2016, l'équipe du Bosch Research and Conservation Project ne l'a pourtant pas incluse dans son catalogue des œuvres autographes du maître de Bois-le-Duc.
Des rapprochements ont été faits avec certains détails de La Nef des fous mais Cinotti a noté que « l'expression est beaucoup plus intériorisée » dans ce fragment, tandis que « la façon de marquer l’œil et la pupille [est] insolite chez Bosch ».
Une attribution à Jacob Cornelisz van Oostsanen a également été proposée en 2019 par Daantje Meuwissen, qui date l’œuvre vers 1517.